# Provincia di Oro
La  provincia di Oro  o Provincia Settentrionale è una provincia della Papua Nuova Guinea appartenente alla regione di Papua.

## Geografia antropica

### Suddivisioni amministrative
La provincia è suddivisa in distretti, che a loro volta sono suddivisi in aree di governo locale (Local Level Government Areas).
| Distretto              | Capoluogo  | Aree LLG          |
| ---------------------- | ---------- | ----------------- |
| Distretto di Ijivitari | Popondetta | Afore Rural       |
| Distretto di Ijivitari | Popondetta | Cape Nelson Rural |
| Distretto di Ijivitari | Popondetta | Oro Bay Rural     |
| Distretto di Ijivitari | Popondetta | Popendetta Urban  |
| Distretto di Sohe      | Kokoda     | Higaturu Rural    |
| Distretto di Sohe      | Kokoda     | Kira Rural        |
| Distretto di Sohe      | Kokoda     | Kokoda Rural      |
| Distretto di Sohe      | Kokoda     | Tamata Rural      |